# Jules Lagneau
Pour les articles homonymes, voir Lagneau.

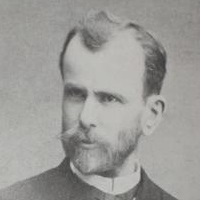

Jules Lagneau, né à Metz le 8 août 1851 et mort à Paris le 22 avril 1894, est un philosophe français. Décédé très jeune, on connaît essentiellement sa pensée à travers ses cours et quelques rares articles. S'interrogeant sur la perception et les conditions de la connaissance, il développa la méthode réflexive bien au-delà de la psychologie, faisant de la réflexion le propre de la philosophie et le moyen de prouver autant la liberté et ses modes, que son rapport à l'absolu.

## Biographie
Fils d'ouvrier, aîné d'une famille de sept enfants, Lagneau fut atteint à quatre ans de la variole, affection qui laissa de graves séquelles dont il ne se rétablit véritablement jamais : il souffrit toute sa vie de crises de langueur et contrôlait soigneusement son alimentation. L'avocat et ancien député républicain Woirhaye persuada son père de l'envoyer étudier au lycée Fabert de Metz. Après son succès au concours général des départements, le directeur de l’institution Massin lui proposa de préparer le concours d'entrée à l’École normale supérieure dans son établissement.
Lorsque la guerre de 1870 éclata, il s’engagea dans les francs-tireurs. Peu de temps après son incorporation, il se trouvait dans les environs de Metz, lorsqu’il apprit qu’un de ses frères venait d’être atteint de la fièvre typhoïde. Il alla le voir, et fut lui-même gagné par cette fièvre, qui terrassa également son père. Sur ces entrefaites, les Prussiens avaient fait le siège de la ville. Après la capitulation, ils publièrent qu’ils savaient qu’un certain nombre de francs-tireurs se trouvaient dans leurs familles et ils les sommèrent de se rendre sous trois jours. Jules Lagneau parvint à franchir les lignes ennemies et gagna le Luxembourg. De là, il rallia l’armée de Faidherbe à Lille, s’y fit incorporer et y servit jusqu’à la fin de la guerre.
La paix revenue, il reprit ses études en classes préparatoires littéraires au lycée Charlemagne (1871-1872), et fut admis à l’École normale supérieure (Paris) au concours de 1872. En revanche, il dut repasser la licence de philosophie, et ne fut admis que la deuxième fois à l'agrégation (1875). Il fut profondément influencé tant par l'exigence de rigueur que par l'idéalisme de son maître, Jules Lachelier. Il enseigna successivement dans les lycées de Sens (1876-78), Saint-Quentin (1879-80), Nancy (1880-1886) et enfin au lycée Michelet de Vanves (1886-1894), où il eut en la personne d'Émile Chartier, alias Alain, son plus célèbre disciple (1887-89). Par l'intermédiaire de celui-ci, il exerça une influence durable et profonde sur Georges Canguilhem. En 1880, il est le professeur de Maurice Barrès à Nancy. Lagneau eut plus tard ce mot fameux à propos de Barrès : « Il a volé l'outil. » 
Ami de Gabriel Séailles (1855-1922), il fonda en 1893 avec son collègue Léon Letellier (1859-1926) et le journaliste Paul Desjardins (1859-1940) l’Union pour l'Action morale, dont les Simples notes constituent le manifeste. Ce mouvement se transforma au moment de l'Affaire Dreyfus en l’Union pour la Vérité, et par delà suscita les futurs colloques philosophiques des Décades de Pontigny.
Exigeant sur le contenu de l'expression, Lagneau s'exprimait avec une lenteur qui suscitait chez beaucoup d'interlocuteurs (particulièrement les examinateurs et, plus tard, les inspecteurs) une impression de maladresse et de dédain. En tant que professeur, il incitait ses étudiants à raisonner à partir de contradictions apparentes qu'il leur représentait. Lagneau méprisait l'éclectisme en faveur auprès de l'Instruction publique dans les années 1880, et fit mettre sous clef les manuels officiels envoyés dans son lycée, au grand scandale de l'Inspection générale.
Il meurt à son domicile le 22 avril 1894 dans le 14e arrondissement de Paris.

## Œuvres
- Simples notes pour un programme d'union et d'action (1892)
- Quelques notes sur Spinoza, in Revue de métaphysique et de morale (1895)[8]
- Fragments de Jules Lagneau (1 à 90), in Revue de métaphysique et de morale (mars 1898), prés. par Émile Chartier[9]
- De l'existence de Dieu, Paris, Félix Alcan, coll. « Bibliothèque de philosophie contemporaine », 1925.
- Célèbres leçons et fragments (1950, rééd. 1964), prés. par Michel Alexandre, Presses Universitaires de France, coll. «Bibliothèque de philosophie contemporaine»
- E. Blondel - cours intégral 1886-87 (notes de cours de M. Lejoindre, 5 vol.) (1996) éd. par le CRDP de Bourgogne, Dijon
- Écrits (2006), éd. du Sandre  (ISBN 2-91495-843-9),Paris
- Textes inédits : voir le site internet de l'Institut Alain

## Hommages posthumes
Un collège de la ville de Metz porte son nom.